# Four Roads Junction
Four Roads Junction oder französisch Quatre Chemins (dt.: „Vier-Straßen-Kreuzung“) ist ein Ort im Quarter (Distrikt) Castries im Westen des Inselstaates St. Lucia in der Karibik.

## Geographie
Der Ort liegt auf der Höhe über Castries, auf dem Bergkamm, der das Becken von Castries vom Tal des Cul de Sac trennt. Im Umkreis erheben sich die Gipfel von Mount du Chazeau und Gros Morne und die Orte Derierre Fort/Old Victoria Road (W), Bagatelle (NW), Ti Rocher (O) und Trois Piton (S).

## Klima
Nach dem Köppen-Geiger-System zeichnet sich Durandeau durch ein tropisches Klima mit der Kurzbezeichnung Af aus.